# Ossegliano
Ossegliano (in sloveno Ozeljan; in friulano Osean) è un insediamento del comune di Nova Gorica.

La località è situata a 8,6 km a sud-est del capoluogo comunale e a 9 km dall'Italia, nella bassa valle del fiume Vipacco alle immediate pendici della Selva di Tarnova.
Il cuore del villaggio è stato costruito intorno alla chiesa di San Giacomo (Sv. Jakob) e la dimora dei Coronini.

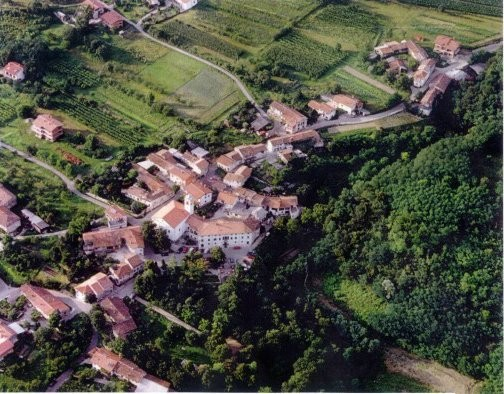
Centro del paese con la chiesa di san Giacomo e la Villa Zuccato (poi divenuta dimora dei Coronini)

L'insediamento è costituito anche dagli agglomerati di Konče, Tri Hiše, Otava e Okroglica. La località è sede della comunità locale di Ossegliano-Šmihel, una delle 19 comunità locali in cui si suddivide il comune di Nova Gorica.

## Storia
Dopo la caduta dell'Impero romano d'Occidente, e la parentesi del Regno ostrogoto, a seguito della Guerra gotica (553) promossa dall'imperatore Giustiniano I il suo territorio entrò a far parte dei domini bizantini.

Dopo la calata, nel 568, attraverso la Valle del Vipacco nell'Italia settentrionale dei Longobardi, seguiti poi da popolazioni slave, entrò a far parte del Ducato del Friuli.
In seguito alla caduta del regno longobardo e alla sua inclusione nei domini Franchi da parte di Carlo Magno, nel 781 entrò nel Regnum Italiae affidato da Carlo al figlio Pipino; nell'803 venne istituita la Marchia Austriae et Italiae che comprendeva il Friuli, la Carinzia, la Carniola e l'Istria. Alla morte di Pipino nell'810, il territorio passò in mano al figlio Bernardo.

Con la morte di Carlo Magno nell'814, la carica imperiale passò a Ludovico I che affidò il Regno d'Italia al suo primogenito Lotario, il quale già nell'828 (dopo aver deposto Baldrico per non aver saputo difendere le frontiere orientali dagli Slavi) divise la parte orientale del Regno, ossia la Marca Orientale (o del Friuli), in quattro contee: Verona, Friuli, Carniola e Istria (comprendente il Carso e parte della Carniola interna).
In seguito al Trattato di Verdun, nell'843, il suo territorio entrò a far parte della Lotaringia in mano a Lotario I e più specificatamente dall'846 della Marca del Friuli, in mano al marchese Eberardo a cui succedettero prima il figlio Urnico e poi l'altro figlio Berengario.
Cessato il dominio franco con la deposizione di Carlo il Grosso, Berengario, divenuto re d'Italia, passò il marchesato aquileiese al suo vassallo Vilfredo che venne poi nell'895 da lui nominato marchese del Friuli e dell'Istria.
Nel 951 passò alla Marca di Verona e Aquileia; nel 952 l'imperatore Ottone I obbligò il re d'Italia Berengario II a rinunciare alle contee “Friuli et Istria”, unendole al Impero romano-germanico e subordinandole al Ducato di Baviera tenuto dal suo fratellastro Enrico I a cui successe il figlio Enrico II. Nel 976 passò al Ducato di Carinzia appena costituito dall'imperatore Ottone II.
Dal 1027 il suo territorio fece parte del Patriarcato di Aquileia, che da quell'anno venne proclamato da Corrado II, nella dieta di Verona, “feudo immediato dell'impero”, venendo così tolto dalla dipendenza dei duchi di Carinzia; nel 1077 il Patriarcato venne innalzato (e costituito dall'imperatore Enrico IV) a Principato ecclesiastico di Aquileia, che ebbe influenza, mediante apposito diploma emesso lo stesso anno dall'imperatore, anche sulla marca di Carniola e sulla contea dell'Istria (quest'ultima già dal 1040 avente lo status di Marchia et Comitatus Histriae, e dal 1070 ceduta dall'imperatore a Marquardo III di Eppenstein; Marquardo III, aveva sposato Edvige o Haldemud, figlia di Wilpurga e Variento, duca del Friuli e signore di Gorizia, dal quale ereditò le signorie isontine).
Col tempo i Conti di Gorizia, in quanto advocati del Patriarca, acquisirono gradualmente una larga parte dei territori loro affidati, frazionati in feudi minori fra i loro ministeriali, i veri e propri strumenti di governo comitale sul Carso e la vicina Istria.
Nel 1500 passò alla Casa d’Asburgo, mentre nel 1512 entrò insieme alla Contea di Gorizia nel Circolo austriaco del Sacro Romano Impero, per poi far parte, dal 1754, della Contea di Gorizia e Gradisca.
Dopo il Trattato di Campoformido e al successivo Trattato di Lunéville, rimase alla Monarchia asburgica; con il trattato di Schönbrunn (1809) entrò a far parte delle Province Illiriche.
Col Congresso di Vienna nel 1815 rientrò in mano austriaca nel Regno d'Illiria come frazione del comune di Sanpasso (Schönpaß, Šempas). Dal punto di vista amministrativo era inquadrato nella Contea di Gorizia e Gradisca e dal 1849 anche nel Litorale austriaco.

In seguito si aggregò all'attiguo insediamento di Sankt Michael (Šent Mihael) dando luogo al nuovo comune di Ossegliano-Sankt Michael (Ozeljan-Šent Mihael).
Dopo la prima guerra mondiale Ossegliano fu annesso al Regno d’Italia. Dal punto di vista amministrativo venne inquadrato nel Circondario di Gorizia della Provincia di Udine mentre il comune di Ossegliano-San Michele continuò a esistere fino al 1927, quando fu soppresso e aggregato a Sambasso. La frazione di Ossegliano comprendeva anche il centro abitato di Petrazza (Petrača).
Fu soggetto alla Zona d'operazioni del Litorale adriatico (OZAK) tra il settembre 1943 e il maggio 1945 e tra il giugno 1945 e il 1947, trovandosi a est della Linea Morgan, fece parte della Zona B della Venezia Giulia sotto il controllo Jugoslavo e confinante a ovest con la zona A sotto controllo Britannico-Americano del Governo Militare Alleato (AMG); nel 1947 passò in modo definitivo alla Jugoslavia.
Il 6 settembre 1953 Tito nell'agglomerato di campagna di Okroglica tenne un imponente raduno di partigiani, pronunciando un duro discorso in cui denunciava crimini da parte italiana e affermava di non essere interessato ad annettere la cosiddetta Zona B, che già occupava, ma di voler rendere la città di Trieste un territorio internazionale e di voler annettere l'intero retroterra - TRST JE NAŠ, GORICE NE DAMO!.

Per l'occasione nelle vicinanze, presso l'attuale insediamento di Dombrava del comune di Ranziano-Voghersca venne istituita una nuova fermata (tuttora ancora esistente) denominata appunto Okroglica lungo la Ferrovia Jesenice-Trieste.
Dal 1991 fa parte della Slovenia.

## Corsi d'acqua
Torrente Lijak; torrente Ozlenšček.